# Bilder zur Jobsiade

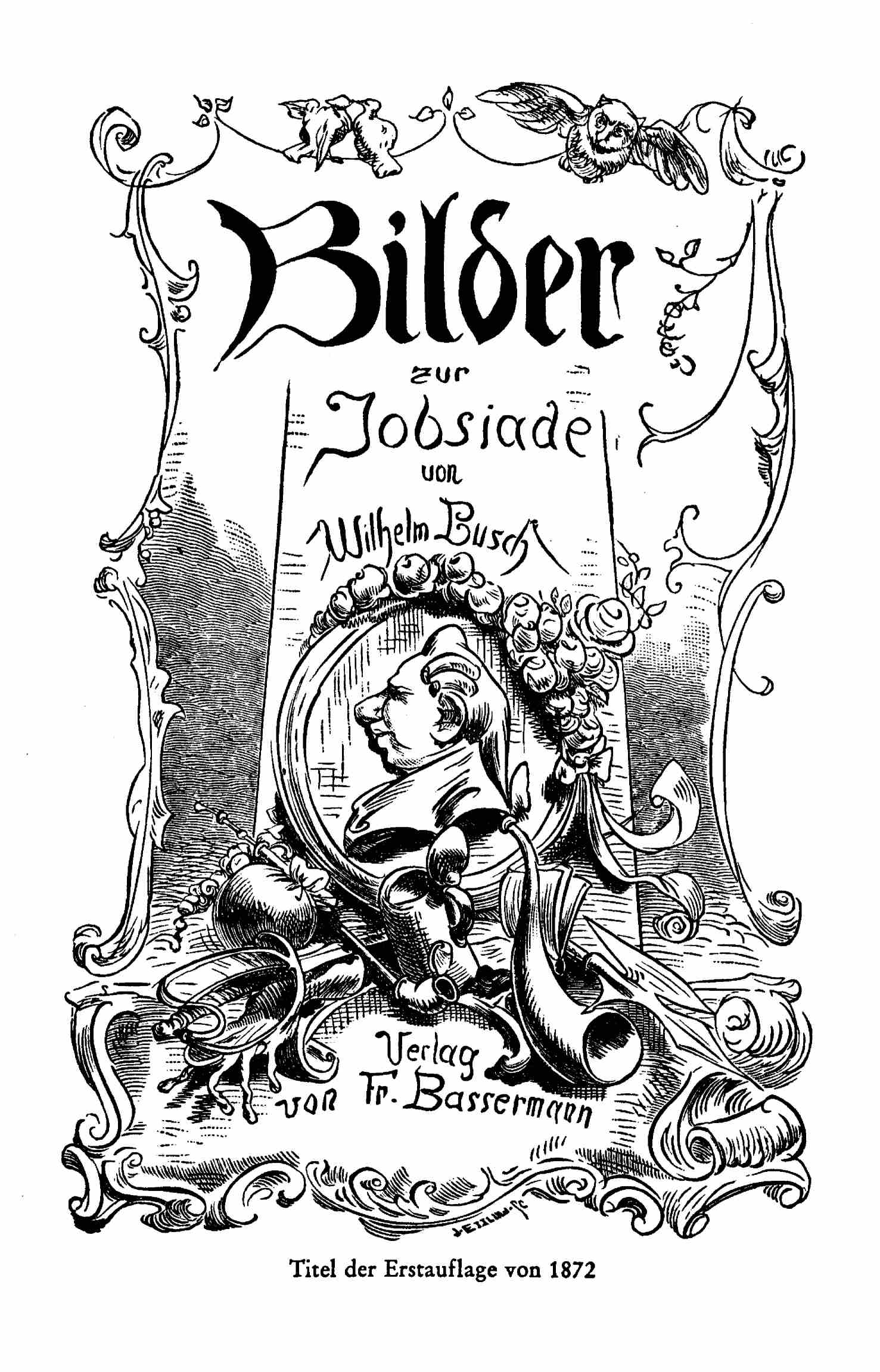
Titelblatt

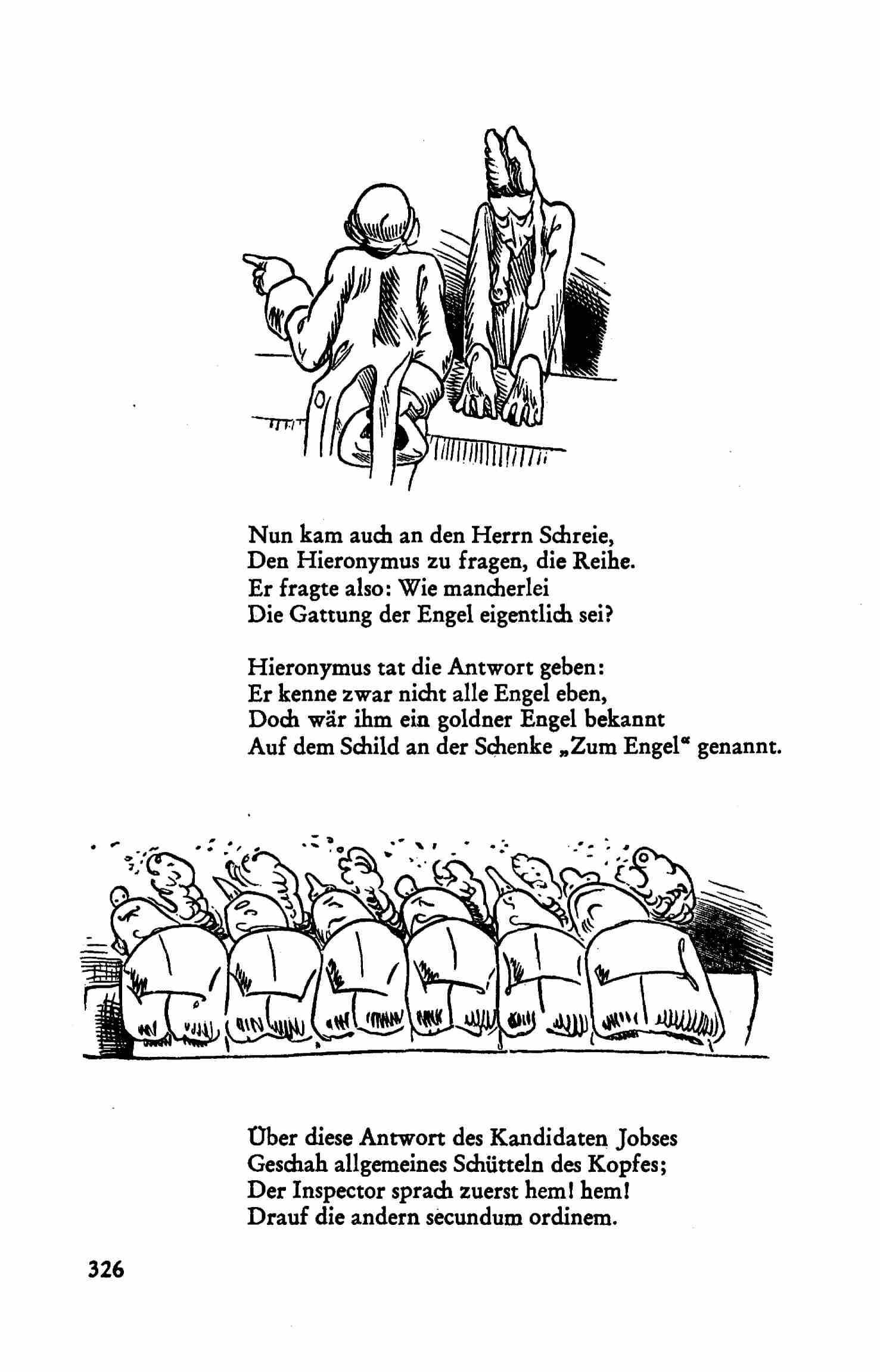
Prüfung des Kandidaten Jobs, Einzelszene

Bilder zur Jobsiade ist eine 1872 veröffentlichte Bildergeschichte des humoristischen Dichters und Zeichners Wilhelm Busch. Sie erschien 1872 im Bassermann Verlag, der von Wilhelm Buschs langjährigem Freund Otto Friedrich Bassermann geleitet wurde. Nach dem großen Erfolg der antiklerikalen Bildergeschichten Der heilige Antonius von Padua und Die fromme Helene war auch diese Bildergeschichte ein großer Erfolg. Wilhelm Busch war zum Zeitpunkt der Veröffentlichung im deutschsprachigen Raum ein Skandalautor. Der Verleger Moritz Schauenburg war nach der Veröffentlichung des heiligen Antonius angeklagt worden. Dies blieb zwar bei der frommen Helene aus, die Bildergeschichte erregte aber trotzdem sehr großen Anstoß.

## Hintergrund
Basis der Bildergeschichte von Wilhelm Busch ist die Jobsiade, ein zwischen 1783 und 1784 entstandener Text des Bochumer Arztes und Schriftstellers Carl Arnold Kortum. Kortum schildert darin das Leben, Meinungen und Taten von Hieronymus Jobs, dem Kandidaten und wie er sich weiland viel ruhm erwarb, auch endlich als Nachtwächter zu Sulzburg starb. Es ist die Geschichte eines Versagers, der in allen Lebenslagen konsequent scheitert. Diese absteigende Lebenslinie stand im Widerspruch zu der allgemeinen Gefühlslage der Gründerzeit, die von Aufbruch und Aufschwung gekennzeichnet war. Wilhelm Busch hat mit Maler Klecksel in seiner letzten Bildergeschichte erneut eine solch absteigende Lebenslinie aufgegriffen.
Ursprünglich war vorgesehen, dass Wilhelm Busch den Originaltext von Kortum nur illustriere. Wilhelm Busch, der zu diesem Zeitpunkt die Texte zu seinen Bildergeschichten selber verfasste, freundete sich deswegen mit dieser Arbeit nicht sehr an. Er war mit der Jobsiade sehr vertraut. In Düsseldorf hatte er unter anderem den Maler Johann Peter Hasenclever kennengelernt, der zahlreiche, für die Jobsiade illustrierte Bilder gemalt hatte. Erst als Otto Friedrich Bassermann ihm vorschlug, die Vorlage stark zu komprimieren und eigene Verse in seinem charakteristischen Ton zu schreiben, gelang es Wilhelm Busch in nur wenigen Wochen, die Bildergeschichte abzuschließen.

## Wirkung
Wilhelm Busch wird heute vielfach als Großvater oder Urgroßvater von Comic und Zeichentrickfilm bezeichnet. Der Ruf gründet sich zu einem großen Teil auf die 1865 in den Fliegenden Blättern veröffentlichte Bildergeschichte Der Virtuos. Eine ähnliche Bedeutung misst man jedoch einzelnen Szenen der Bilder zur Jobsiade bei. Bei Jobs theologischem Examen sitzen ihm zwölf geistliche Herren in weißen Perücken gegenüber. Auf ihre keineswegs schwierigen Fragen antwortet ihr Prüfling so blödsinnig, dass jede Antwort ein synchrones Kopfschütteln der Prüfenden auslöst. Die Perücken geraten in empörte Bewegung und aus der Szene wird eine Bewegungsstudie, die an die Phasenfotografien Eadweard Muybridges erinnern. Muybridge hatte zwar 1872 mit seinen Bewegungsstudien begonnen, veröffentlichte diese aber erst 1893, so dass es sich bei diesem fließenden Übergang von der Zeichnung zur Kinematographie ebenfalls um eine künstlerische Pionierleistung Buschs handelt.

## Ausgaben
- Wilhelm Busch: Bilder zur Jobsiade. In: Rolf Hochhuth (Hrsg.): Wilhelm Busch, Sämtliche Werke und eine Auswahl der Skizzen und Gemälde in zwei Bänden. Band 2: Was beliebt ist auch erlaubt. Bertelsmann, Gütersloh 1959, S. 98–147.

## Belege

### Einzelbelege
1. ↑  Weissweiler, S. 201.
2. ↑  Weissweiler, S. 204 und S. 205.